# Universidad Virtual de Quilmes
La Universidad Nacional de Quilmes Virtual (UVQ) es la propuesta educativa en Internet de la Universidad Nacional de Quilmes (UNQ), institución académica pública con sede en la localidad de Bernal, en el Partido bonaerense de Quilmes. Fue creada por resolución del rectorado emitida ad-referéndum del Consejo Superior (C.S.) Nro. 616/98 y homologada por resolución (C.S.) Nro. 147/98 el 15 de diciembre de 1998.
La UVQ es una iniciativa de educación no presencial mediada por entornos virtuales de aprendizaje, que utiliza la plataforma tecnológica Qoodle (desarrollo propio basado en Moodle) como medio y ambiente para la realización de sus propuestas de formación de grado y posgrado. La primera aula virtual se abrió el 15 de marzo de 1999, siendo la UNQ la universidad argentina pionera en llevar adelante este tipo de proyectos.
El Campus Virtual es un entorno de enseñanza/aprendizaje universitario accesible desde cualquier lugar y a cualquier hora, a partir de la conexión a Internet. En este sentido, los procesos de enseñanza y de aprendizaje son básicamente asincrónicos, es decir, no requieren de la coincidencia temporal de alumnos y profesores.

## Características
Ofrece cursadas de materias de 16 semanas de duración en cuatro períodos anuales. Pueden inscribirse alumnos de Argentina y otros países. Los alumnos extranjeros abonan su arancel en euros o dólares (según lugar de residencia) y deben concurrir de forma presencial a alguna de las sedes de la universidad al momento de la evaluación.